# Annika Schilling
Annika Schilling (* 19. Juni 1984 in Freudenberg) ist eine deutsche Schauspielerin und Sprecherin.

## Leben
Annika Schilling kam als Tochter einer Rechtsanwältin und eines Lehrers zur Welt und wuchs mit ihrem älteren Bruder in Siegen auf. Als Kind durchlief sie eine 10-jährige klassische Ballettausbildung. Nach dem Abitur auf dem Fürst-Johann-Moritz-Gymnasium Siegen begann sie 2005 ein Studium an der Hochschule für Schauspielkunst Ernst Busch in Berlin, das sie im Sommer 2009 mit Auszeichnung abschloss.
Ihr erstes Engagement nahm sie von 2009 bis 2013 am Staatsschauspiel Dresden unter der Intendanz von Wilfried Schulz an. 2013 wechselte sie mit der neuen Intendanz von Stefan Bachmann ans Schauspiel Köln. 2016 wurde sie bei der Kritikerumfrage der Welt am Sonntag als „Beste Schauspielerin“ in NRW nominiert. Von 2018 bis 2023 war sie festes Ensemble-Mitglied am Theater Bonn, das in dieser Zeit von Schauspieldirektor Jens Groß geführt wurde. In der gleichen Zeit begann sie eine regelmäßige Tätigkeit als Schauspieldozentin an der Alanus-Hochschule Alfter. Seit Sommer 2023 arbeitet sie als freie Schauspielerin und Schauspieldozentin an der Akademie für angewandte Schauspielkunst. Im Oktober 2023 wurde Schilling in Bonn der Thespis-Preis für herausragende darstellerische Leistungen verliehen.
Im Fernsehen war sie bisher in einigen Serien in Episodenrollen zu sehen, z. B. SOKO Köln, Bettys Diagnose oder Club der roten Bänder.
Regelmäßig tritt Schilling bei Lesungen auf, etwa beim Literaturfestival Lit.Cologne und dessen Ableger Phil.Cologne oder dem Literaturmarathon bei WDR 5. Außerdem arbeitet sie als Sprecherin für Hörspiele, Feature und Lesungen beim Westdeutschen Rundfunk, Hessischen Rundfunk oder Deutschlandfunk.
Während der Corona-Pandemie absolvierte sie ein Zertifikatsstudium Mediation und Coaching.
Annika Schilling lebt in Bonn.

## Theater (Auswahl)
- 2009: Romeo und Julia, Rolle: Julia. Regie: Simon Solberg, Staatsschauspiel Dresden
- 2010: Käthchen von Heilbronn, Rolle: Käthchen. Regie: Julia Hölscher, Staatsschauspiel Dresden
- 2011: Das Erdbeben in Chili. Regie: Armin Petras, Staatsschauspiel Dresden
- 2012: Hamlet, Rolle: Ophelia. Regie: Roger Vontobel, Staatsschauspiel Dresden (mit Woods of Birnam)
- 2014: Kabale und Liebe, Rolle: Luise Miller. Regie: Simon Solberg, Schauspiel Köln
- 2015: Kimberly, Rolle: Katharina. Regie: David Schalko, Schauspiel Köln
- 2016: Cyrano de Bergerac, Rolle: Roxanne. Regie: Simon Solberg, Schauspiel Köln
- 2016: Adams Äpfel, Rolle: Sarah. Regie: Therese Willstedt, Schauspiel Köln
- 2019: Minna von Barnhelm, Rolle: Minna. Regie: Charlotte Sprenger, Theater Bonn
- 2020: Die Räuber, Rolle: Franz Moor. Regie: Simon Solberg, Theater Bonn
- 2021: Unsere Welt neu denken (nach dem Buch von Maja Göpel). Regie: Simon Solberg, Theater Bonn
- 2021: Anna Karenina, Rolle: Anna Karenina. Regie: Luise Voigt, Theater Bonn

## Fernsehen (Auswahl)
- 2015: SOKO Köln – Folge 249: Blutige Abrechnung
- 2016: Club der roten Bänder – Folge 17: Koma
- 2023: Bettys Diagnose – Staffel 9, Folge 17: Plötzlich Familie[6]

## Hörspiele (Auswahl)
- 2016: Philipp Winkler: Hool. Hörspielbearbeitung und Regie: Gerrit Booms, WDR
- 2018: Liu Cixin: Der dunkle Wald. Regie: Martin Zylka, WDR[7]
- 2018: Hilary Mantel: Brüder. Regie: Walter Adler, WDR[8]
- 2019: Tom McCarthy: Remainder. Hörspielbearbeitung und Regie: Hannah Georgi, NDR
- 2022: Angela Steidele: Anne Lister. Eine erotische Biografie. Hörspielbearbeitung und Regie: Luise Voigt, HR[9]
- 2022: Leonie Below: Vom Erdboden. Verschwundener Bruder unter Neonazi-Verdacht. Regie: Eva Solloch, WDR[10]
- 2023: Luise Voigt: Raumzeit – Gesammelte Entwürfe zum Wesen der Wirklichkeit. Regie: Luise Voigt, HR/DLR

## Lesungen (Auswahl)
- 2015: Miss Blackpool. Lesung mit Nick Hornby, Lit.Cologne[11]
- 2016: Mythen des Alltags. Roland Barthes reloaded. Lesung mit Philipp Felsch und Markus Krajewski, Moderation: Gert Scobel, Phil.Cologne[12]
- 2017: Die Terranauten. Lesung mit T.C. Boyle im Musical Dome Köln, Lit.Cologne[13]
- 2019: Machen uns Tiere zu besseren Menschen? Lesung mit Sy Montgomery und Donna Leon im Theater am Tanzbrunnen, Lit.Cologne[14]

## Auszeichnungen
- 2016: Nominierung als „Beste Schauspielerin in NRW“ in der Kritiker-Umfrage der Welt am Sonntag[15]
- 2023: Thespis-Preis für herausragende darstellerische Leistungen